# Premio de la Crítica de narrativa castellana
El Premio de la Crítica de narrativa castellana fue creado en el año 1956 y se concede al mejor libro de narrativa publicado en España a lo largo del año anterior en idioma español (castellano). Los autores pueden ser de cualquier nacionalidad, teniendo como única condición que haya sido publicado por una editorial española.
El jurado está formado normalmente por 22 miembros de la Asociación Española de Críticos Literarios.
Es un galardón sin dotación económica.
El primer galardonado fue el escritor gallego Camilo José Cela por su novela La catira.

## Premiados en narrativa castellana
- 1956: Camilo José Cela (España, 1916-2002), por La catira
- 1957: Rafael Sánchez Ferlosio (España, 1927-2019), por El Jarama / La obra también obtuvo el Premio Nadal.
- 1958: Ignacio Aldecoa (España, 1925-1969), por Gran Sol
- 1959: Ana María Matute (España, 1925-2014), por Los hijos muertos / La obra también obtuvo el Premio Nacional de Narrativa.
- 1960: Álvaro Cunqueiro (España, 1912-1981), por Las crónicas de Sochantre
- 1961: Elena Quiroga (España, 1921-1995), por Tristura
- 1962: Ramiro Pinilla (1º) (España, 1923-2014), por Las ciegas hormigas / La obra también obtuvo el Premio Nadal.
- 1963: Miguel Delibes (España, 1920-2010), por Las ratas
- 1964: Mario Vargas Llosa (1º) (Perú, 1936), por La ciudad y los perros
- 1965: Alejandro Núñez Alonso (España, 1905-1982), por Gloria en subasta
- 1966: Ignacio Agustí (España, 1913-1974), por 19 de julio / La obra también obtuvo el Premio Nacional de Narrativa.
- 1967: Mario Vargas Llosa (2º) (Perú, 1936), por La casa verde
- 1968: Luis Berenguer (España, 1924-1979), por El mundo de Juan Lobón
- 1969: Francisco García Pavón (España, 1919-1989), por El reinado de Witiza
- 1970: Jesús Fernández Santos (España, 1926-1988), por El hombre de los santos
- 1971: Alfonso Grosso (España, 1928-1995), por Guarnición de silla
- 1972: Francisco Ayala (España, 1906-2009), por El jardín de las delicias
- 1973: Gonzalo Torrente Ballester (España, 1910-1999), por La saga/fuga de J. B.
- 1974: Corpus Barga (España, 1887-1975), por Los galgos verdugos
- 1975: José Manuel Caballero Bonald (España, 1926-2021), por Ágata ojo de gato
- 1976: Eduardo Mendoza (España, 1943), por La verdad sobre el caso Savolta
- 1977: No se concedió por regularización de fechas
- 1978: José Donoso (Chile, 1924-1996), por Casa de campo
- 1979: Juan Carlos Onetti (Uruguay, 1909-1994), por Dejemos hablar al viento
- 1980: Pedro Vergés (República Dominicana, 1945), por Sólo cenizas hallarás
- 1981: José María Guelbenzu (España, 1944), por El río de la luna
- 1982: Juan García Hortelano (España, 1928-1992), por Gramática parda
- 1983: Juan Benet (España, 1927-1993), por Herrumbrosas lanzas
- 1984: Luis Goytisolo (España, 1935), por Estela del fuego que se aleja
- 1985: José María Merino (España, 1941), por La orilla oscura
- 1986: Luis Mateo Díez (1º) (España, 1942), por La fuente de la edad / La obra también obtuvo el Premio Nacional de Narrativa.
- 1987: Antonio Muñoz Molina (España, 1956), por El invierno en Lisboa / La obra también obtuvo el Premio Nacional de Narrativa.
- 1988: José Jiménez Lozano (España, 1930-2020), por El grano de maíz rojo
- 1989: Luis Landero (España, 1948), por Juegos de la edad tardía / La obra también obtuvo el Premio Nacional de Narrativa.
- 1990: Álvaro Pombo (España, 1939), por El metro de platino iridiado
- 1991: Francisco Umbral (España, 1935-2007), por Leyenda del César Visionario
- 1992: Javier Marías (1º) (España, 1951), por Corazón tan blanco
- 1993: Juan Marsé (1º) (España, 1933-2020), por El embrujo de Shanghai
- 1994: Manuel Vázquez Montalbán (España, 1939-2003), por El estrangulador
- 1995: Luciano G. Egido (España, 1928), por El corazón inmóvil
- 1996: Antonio Soler (1º) (España, 1956), por Las bailarinas muertas
- 1997: Miguel Sánchez-Ostiz (España, 1950), por No existe tal lugar
- 1998: Isaac Montero (España, 1936-2008), por Ladrón de lunas
- 1999: Luis Mateo Díez (2º) (España, 1942), por La ruina del cielo / La obra también obtuvo el Premio Nacional de Narrativa.
- 2000: Juan Marsé (2º) (España, 1933-2020), por Rabos de lagartija / La obra también obtuvo el Premio Nacional de Narrativa.
- 2001: Manuel Longares (España, 1943), por Romanticismo
- 2002: Enrique Vila-Matas (España, 1948), por El mal de Montano
- 2003: Juan Eduardo Zúñiga (España, 1919-2020), por Capital de la gloria
- 2004: Alberto Méndez (España, 1941-2004), por Los girasoles ciegos / La obra también obtuvo el Premio Nacional de Narrativa.
- 2005: Ramiro Pinilla (2º) (España, 1923-2014), por Verdes valles, colinas rojas III. Las cenizas del hierro / La obra también obtuvo el Premio Nacional de Narrativa.
- 2006: Eduardo Lago (España, 1954), por Llámame Brooklyn
- 2007: Rafael Chirbes (1º) (España, 1949-2015), por Crematorio
- 2008: David Trueba (España, 1969), por Saber perder[1]
- 2009: Andrés Neuman (Argentina, 1977), por El viajero del siglo[2]
- 2010: Ricardo Piglia (Argentina, 1941-2017), por Blanco nocturno
- 2011: Ignacio Martínez de Pisón (España, 1960), por El día de mañana
- 2012: Clara Usón (España, 1961), por La hija del Este
- 2013: Rafael Chirbes (2º) (España, 1949-2015), por En la orilla / La obra también obtuvo el Premio Nacional de Narrativa.
- 2014: Andrés Ibáñez (España, 1961), por Brilla, mar del Edén / "Señalar que el autor es crítico literario y ha formado parte del jurado de este premio en anteriores ediciones."
- 2015: Cristina Fernández Cubas (España, 1945), por La habitación de Nona / La obra también obtuvo el Premio Nacional de Narrativa.
- 2016: Fernando Aramburu (España, 1959), por Patria / La obra también obtuvo el Premio Nacional de Narrativa.
- 2017: Javier Marías (2º) (España, 1951), por Berta Isla
- 2018: Antonio Soler (2º) (España, 1956), por Sur
- 2019: Mariana Enríquez (Argentina, 1973), por Nuestra parte de noche
- 2020: Arturo Pérez-Reverte (España, 1951) por Línea de fuego
- 2021: Jordi Ibáñez Fanés (España, 1962) por Infierno, Purgatorio, Paraíso
- 2022: Pilar Adón (España, 1971) por De bestias y aves / La obra también obtuvo el Premio Nacional de Narrativa.
- 2023: Raúl Quinto (España, 1978) por Martinete del rey sombra / La obra también obtuvo el Premio Nacional de Narrativa.
- 2024: Eduardo Halfon (Guatemala, 1971), por Tarántula.

## Autores que han obtenido en dos ocasiones el Premio de la Crítica de narrativa castellana
- Mario Vargas Llosa: 1964 y 1967
- Luis Mateo Díez: 1986 y 1999 (único autor que además ha obtenido 2 veces el Premio Nacional de Narrativa)
- Juan Marsé: 1993 y 2000
- Ramiro Pinilla: 1962 y 2005
- Rafael Chirbes: 2007 y 2013
- Javier Marías: 1992 y 2017
- Antonio Soler: 1996 y 2018

## Autores que han obtenido por la misma obra el Premio de la Crítica de narrativa castellana y el Premio Nacional de Narrativa
Nota: ambos premios se otorgan a obras publicadas el año anterior, aunque el Premio Nacional de Narrativa se numera con el año posterior a la publicación y en el Premio de la Crítica de narrativa se mantiene el del mismo año de publicación.
- 1959: Ana María Matute, por Los hijos muertos
- 1966: Ignacio Agustí, por 19 de julio
- 1986: Luis Mateo Díez (1º), por La fuente de la edad
- 1987: Antonio Muñoz Molina por El invierno en Lisboa
- 1989: Luis Landero, por Juegos de la edad tardía
- 1999: Luis Mateo Díez (2º), por La ruina del cielo
- 2000: Juan Marsé, por Rabos de lagartija
- 2004: Alberto Méndez, por Los girasoles ciegos
- 2005: Ramiro Pinilla, por Verdes valles, colinas rojas III. Las cenizas del hierro
- 2013: Rafael Chirbes, por En la orilla
- 2015: Cristina Fernández Cubas, por La habitación de Nona
- 2016: Fernando Aramburu, por Patria
- 2022: Pilar Adón, por De bestias y aves
- 2023: Raúl Quinto, por Martinete del rey sombra